# La Chapelle-Thouarault
Pour les articles homonymes, voir La Chapelle.
La Chapelle-Thouarault est une commune française située dans le département d'Ille-et-Vilaine en région Bretagne. La commune, peuplée de 2 266 habitants, est membre de Rennes Métropole.

## Géographie
La commune se situe à une dizaine de kilomètres à l'ouest de la ville de Rennes. Cette proximité lui a permis de s'insérer dans la communauté d'agglomération de Rennes, Rennes district en 1970, devenue Rennes Métropole en 2000.

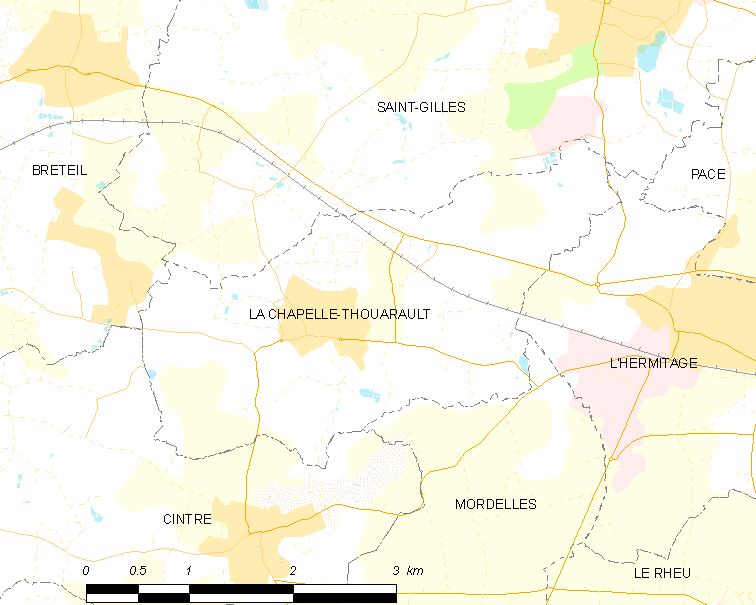
Carte de la commune.

### Communes limitrophes
| Breteil | Saint-Gilles           |             |
|         | La Chapelle-Thouarault | L'Hermitage |
| Cintré  | Mordelles              |             |

Les communes limitrophes de La Chapelle-Thouarault sont, en commençant par le nord et en suivant le sens des aiguilles d'une montre : Saint-Gilles, L'Hermitage, Mordelles, Cintré et Breteil.

### Transports
L'intercommunalité lui permet d'être desservie par les bus du réseau service des transports en commun de l'agglomération rennaise (STAR), la ligne 53 lui permet de rejoindre le centre de l'agglomération en environ 30 minutes avec une fréquence importante et est complétée par une ligne express, la 153ex.
La ligne 2 du réseau régional BreizhGo dessert une partie de la commune.

### Hydrographie
Pour un article plus général, voir Réseau hydrographique d'Ille-et-Vilaine.
La commune est située dans le bassin Loire-Bretagne. Elle est drainée par la Vaunoise, le ruisseau de la Fontaine colas,,.
La Vaunoise, d'une longueur de 33 km, prend sa source dans la commune de Irodouër et se jette  dans le Meu à Bréal-sous-Montfort, après avoir traversé onze communes. 

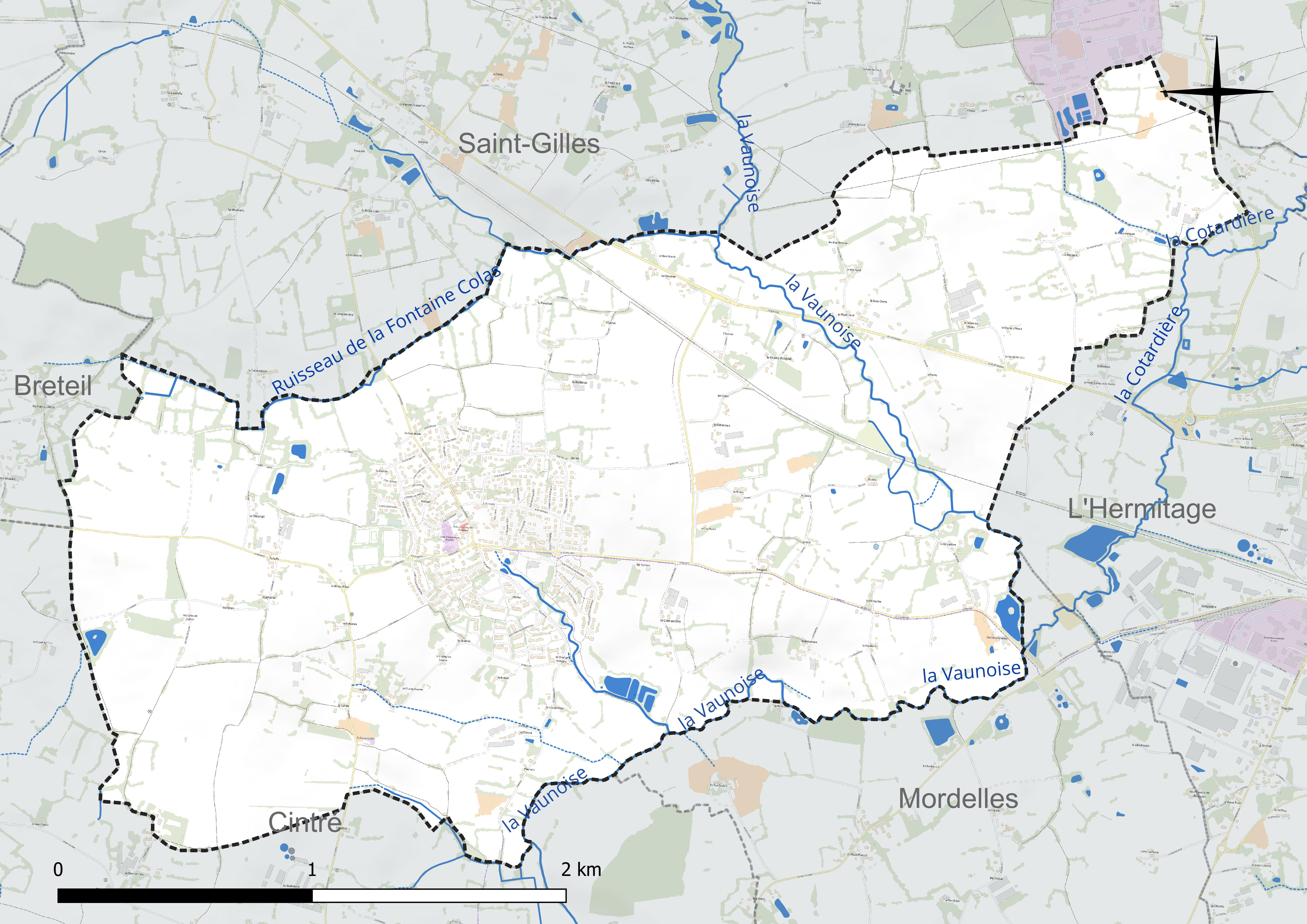
Réseau hydrographique de la La Chapelle-Thouarault.

### Climat
Pour des articles plus généraux, voir Climat de la Bretagne et Climat d'Ille-et-Vilaine.
En 2010, le climat de la commune est de type climat océanique altéré, selon une étude du CNRS s'appuyant sur une série de données couvrant la période 1971-2000. En 2020, Météo-France publie une typologie des climats de la France métropolitaine dans laquelle la commune est exposée à un climat océanique et est dans la région climatique  Bretagne orientale et méridionale, Pays nantais, Vendée, caractérisée par une faible pluviométrie en été et une bonne insolation. Parallèlement l'observatoire de l'environnement en Bretagne publie en 2020 un zonage climatique de la région Bretagne, s'appuyant sur des données de Météo-France de 2009. La commune est, selon ce zonage, dans la zone « Intérieur Est », avec des hivers frais, des étés chauds et des pluies modérées.  
Pour la période 1971-2000, la température annuelle moyenne est de 11,6 °C, avec une amplitude thermique annuelle de 12,8 °C. Le cumul annuel moyen de précipitations est de 702 mm, avec 11,9 jours de précipitations en janvier et 6,4 jours en juillet. Pour la période 1991-2020, la température moyenne annuelle observée sur la station météorologique la plus proche, située sur la commune du Rheu à 6 km à vol d'oiseau, est de 12,2 °C et le cumul annuel moyen de précipitations est de 720,4 mm,. Pour l'avenir, les paramètres climatiques de la commune estimés pour 2050 selon différents scénarios d'émission de gaz à effet de serre sont consultables sur un site dédié publié par Météo-France en novembre 2022.

## Urbanisme

### Typologie
Au 1er janvier 2024, La Chapelle-Thouarault est catégorisée bourg rural, selon la nouvelle grille communale de densité à sept niveaux définie par l'Insee en 2022.
Elle appartient à l'unité urbaine du Rheu, une agglomération intra-départementale regroupant trois  communes, dont elle est une commune de la banlieue,,. Par ailleurs la commune fait partie de l'aire d'attraction de Rennes, dont elle est une commune de la couronne,. Cette aire, qui regroupe 183 communes, est catégorisée dans les aires de 700 000 habitants ou plus (hors Paris),.

### Occupation des sols
L'occupation des sols de la commune, telle qu'elle ressort de la base de données européenne d'occupation biophysique des sols Corine Land Cover (CLC), est marquée par l'importance des territoires agricoles (91,8 % en 2018), en diminution par rapport à 1990 (94,2 %). La répartition détaillée en 2018 est la suivante : zones agricoles hétérogènes (51,4 %), prairies (22,7 %), terres arables (17,7 %), zones urbanisées (8,1 %), zones industrielles ou commerciales et réseaux de communication (0,1 %). L'évolution de l'occupation des sols de la commune et de ses infrastructures peut être observée sur les différentes représentations cartographiques du territoire : la carte de Cassini (XVIIIe siècle), la carte d'état-major (1820-1866) et les cartes ou photos aériennes de l'IGN pour la période actuelle (1950 à aujourd'hui).

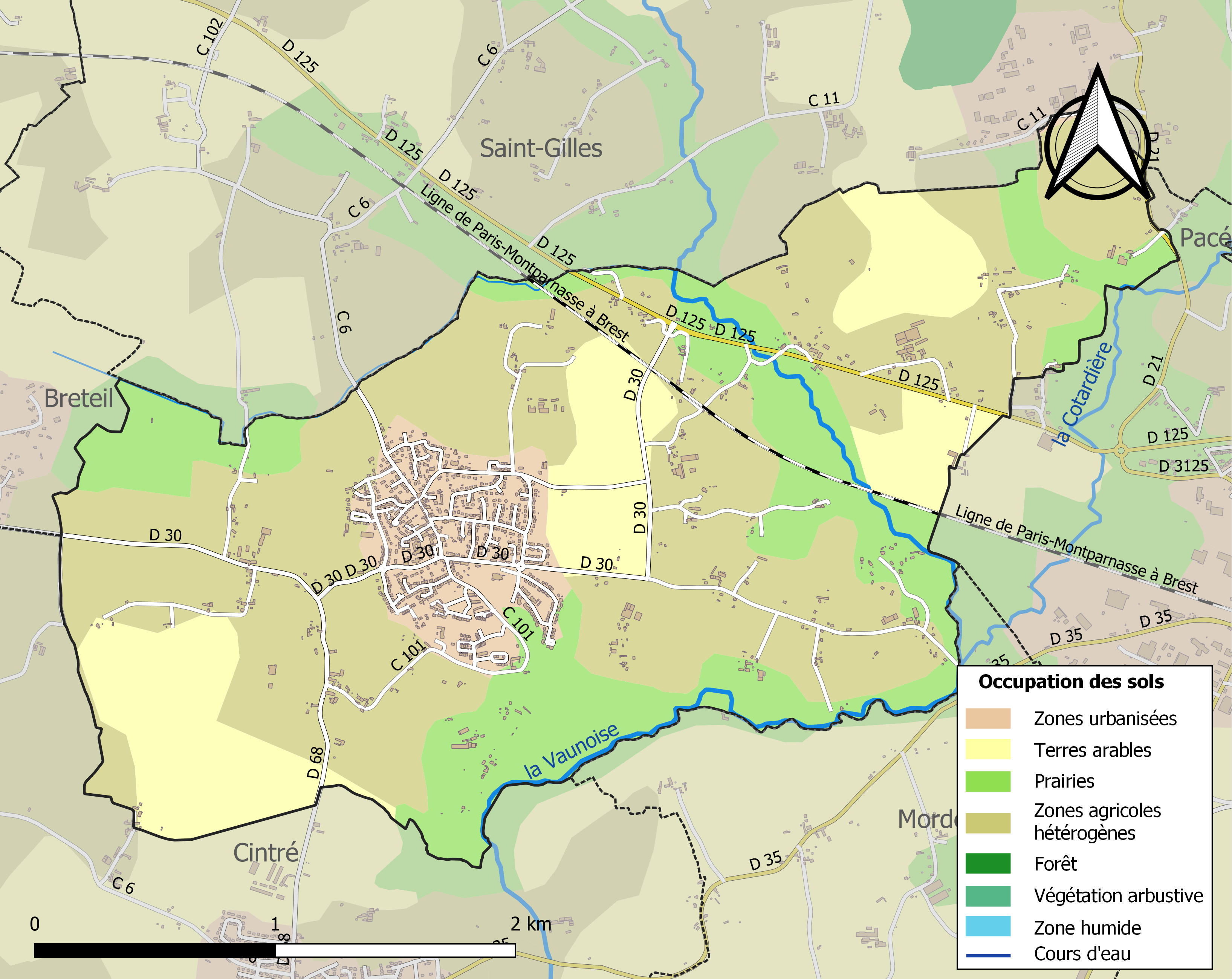
Carte des infrastructures et de l'occupation des sols de la commune en 2018 (CLC).

## Toponymie
Le nom de la localité est attesté sous les formes Ecclesia de Mont Tual (XIVe siècle) puis Notre-Dame de Montual (1555).
La prononciation du nom de la localité en gallo a été relevée sous la forme La Chapelle Thouraü par Henri-François Buffet.
La forme bretonne proposée par l'Office public de la langue bretonne est Bredual.

## Histoire
La commune de La Chapelle-Thouarault a été créée en 1790, par démembrement de la commune de Mordelles.

## Héraldique
| Blason de Chapelle-Thouarault (La) | Blason  | D'or à un portail d'église d'argent mouvant de la pointe, maçonné et ouvert de sable, pavillonné d'azur et sommé du clocher de l'église du lieu aussi d'argent, maçonné aussi de sable et couvert d'azur, à la bordure de gueules frettée d'argent. |
| Blason de Chapelle-Thouarault (La) | Détails | Présenté sur le site officiel de la commune. Création de 1978. |

## Politique et administration

### Rattachements administratifs et électoraux

#### Circonscriptions de rattachement
La Chapelle-Thouarault appartient à l'arrondissement de Rennes et au canton du Rheu depuis le redécoupage cantonal de 2014. Auparavant, elle était rattachée au canton de Montfort-sur-Meu.
Pour l'élection des députés, la commune fait partie de la troisième circonscription d'Ille-et-Vilaine, représentée depuis février 2020 par Claudia Rouaux (PS-NUPES). Elle appartenait à la circonscription de Montfort sous le Second Empire et la IIIe République puis à la 2e circonscription (Rennes-Sud) de 1958 à 1986.

#### Intercommunalité
La commune appartient à Rennes Métropole depuis sa création le 9 juillet 1970. La Chapelle-Thouarault faisait alors partie des 27 communes fondatrices du District urbain de l'agglomération rennaise qui a pris sa dénomination actuelle le 1er janvier 2000.
La Chapelle-Thouarault fait aussi partie du Pays de Rennes.

#### Institutions judiciaires
Sur le plan des institutions judiciaires, la commune relève du tribunal judiciaire (qui a remplacé le tribunal d'instance et le tribunal de grande instance le 1er janvier 2020), du tribunal pour enfants, du conseil de prud'hommes, du tribunal de commerce, de la cour d'appel et du tribunal administratif de Rennes et de la cour administrative d'appel de Nantes.

### Administration municipale
Le nombre d'habitants au dernier recensement étant compris entre 1 500 et 2 499, le nombre de membres du conseil municipal est de 19.

### Liste des maires
| Période                                  | Période     | Identité             | Étiquette | Qualité                                                                                            |
| ---------------------------------------- | ----------- | -------------------- | --------- | -------------------------------------------------------------------------------------------------- |
| février 1792                             | ?           | Jean Baptiste Dupont |           | |
| Les données manquantes sont à compléter. |             |                      |           | |
| ?                                        | mars 1959   | Constant Jan         |           | |
| mars 1959                                | mars 1971   | Jules Guillard       |           | Exploitant agricole                                                                                |
| mars 1971                                | mars 1983   | Roger Beaulieu       | PS        | Instituteur et secrétaire de mairie Conseiller général du canton de Montfort-sur-Meu (1976 → 1988) |
| mars 1983                                | juin 1995   | Alfred Trinquart     | PS        | Employé de géomètre                                                                                |
| juin 1995                                | mars 2001   | Robert Beaudrier     | DVG       | Enseignant                                                                                         |
| mars 2001                                | 26 mai 2020 | Jean-François Bohuon | DVG       | Enseignant                                                                                         |
| 26 mai 2020                              | En cours    | Régine Armand        | DVG       | Cadre commerciale                                                                                  |
| Les données manquantes sont à compléter. |             |                      |           | |

## Population et société

### Démographie
L'évolution du nombre d'habitants est connue à travers les recensements de la population effectués dans la commune depuis 1793. Pour les communes de moins de 10 000 habitants, une enquête de recensement portant sur toute la population est réalisée tous les cinq ans, les populations de référence des années intermédiaires étant quant à elles estimées par interpolation ou extrapolation. Pour la commune, le premier recensement exhaustif entrant dans le cadre du nouveau dispositif a été réalisé en 2005.
En 2022, la commune comptait 2 266 habitants, en évolution de +5,05 % par rapport à 2016 (Ille-et-Vilaine : +5,46 %, France hors Mayotte : +2,11 %).
| 1793 | 1800 | 1806 | 1821 | 1831 | 1836 | 1841 | 1846 | 1851 |
| ---- | ---- | ---- | ---- | ---- | ---- | ---- | ---- | ---- |
| 499  | 414  | 464  | 594  | 512  | 518  | 538  | 591  | 581  |

| 1856 | 1861 | 1866 | 1872 | 1876 | 1881 | 1886 | 1891 | 1896 |
| ---- | ---- | ---- | ---- | ---- | ---- | ---- | ---- | ---- |
| 569  | 552  | 564  | 577  | 593  | 618  | 603  | 582  | 575  |

| 1901 | 1906 | 1911 | 1921 | 1926 | 1931 | 1936 | 1946 | 1954 |
| ---- | ---- | ---- | ---- | ---- | ---- | ---- | ---- | ---- |
| 549  | 541  | 549  | 462  | 501  | 464  | 453  | 458  | 456  |

| 1962 | 1968 | 1975 | 1982  | 1990  | 1999  | 2005  | 2006  | 2010  |
| ---- | ---- | ---- | ----- | ----- | ----- | ----- | ----- | ----- |
| 419  | 451  | 792  | 1 566 | 1 975 | 1 915 | 1 966 | 1 969 | 1 926 |

| 2015  | 2020  | 2022  | - | - | - | - | - | - |
| ----- | ----- | ----- | - | - | - | - | - | - |
| 2 070 | 2 244 | 2 266 | - | - | - | - | - | - |

### Enseignement
La Chapelle-Thouarault a une école (primaire et maternelle) qui est publique.
L'école de La Chapelle-Thouarault est une école récente, les nouveaux bâtiments ont été inaugurés en mai 2005.

## Culture et patrimoine

### Lieux et monuments
La commune compte plus de 107 bâtiments inventoriés mais aucun monument historique.
- L'église Notre-Dame-de-Montual[32].
- Le manoir de Champ Menguy (début du XVIIe siècle), bâti en terre[33].
- Une des plus vieilles maisons du département se situe dans la commune. Elle daterait de 1520.

### Personnalités liées à la commune
Plusieurs personnalités de la commune ont été distinguées. L'école publique, reconstruite et inaugurée en 2005 par le maire de la commune Jean-François Bohuon et le député Philippe Rouault porte le nom de Roger Beaulieu, ancien maire de La Chapelle-Thouarault et ancien directeur de l'école publique.
C'est en septembre 1943 qu'a été recueilli George C. Padgett, aviateur américain, aujourd'hui décédé, et caché à l'armée allemande dans la ferme de Jean Bohuon (père de l'ancien maire). Une plaque marquait jusqu'à peu le souvenir de cette cache sur les murs de la ferme, toujours existante. La place de la mairie a été baptisée du nom de l'aviateur.